# Aldo Moro
Aldo Romeo Luigi Moro (phát âm tiếng Ý: [aldo mɔːro]; 23 tháng 9 năm 1916 - 9 tháng 5 năm 1978) là một chính trị gia người Ý thuộc đảng Dân chủ Thiên chúa giáo và Thủ tướng thứ 38 của Ý, 1963-1968, và sau đó từ năm 1974 đến năm 1976. Ông là một trong những vị thủ tướng Italia tại vị lâu nhất sau chiến tranh lạnh, nắm giữ quyền lực hơn sáu năm.
Là một lãnh đạo của Dân chủ Thiên chúa giáo (Democrazia Cristiana, DC), Moro được coi là một nhà trí thức và một thiền bệnh nhân, đặc biệt là trong đời sống nội bộ đảng của ông. Ông đã bị bắt cóc vào ngày 16 tháng 3 năm 1978, bởi Lữ đoàn đỏ (BR), một tổ chức du kích thành thị Mác xít-Lêninit, và bị giết chết sau 55 ngày kể từ ngày bị giam cầm.